# José Leonilson
José Leonilson Bezerra Dias, bekannt als Leonilson (* 1. März 1957 in Fortaleza; † 28. Mai 1993 in São Paulo) war ein brasilianischer Maler, Zeichner, Objekt- und Textilkünstler. Er zählt zu den wichtigsten Vertretern brasilianischer Künstler, die unter dem Namen Geração 80 (Generation 80) künstlerisch tätig waren.

## Leben und Werk
Leonilson studierte von 1978 bis 1981 Kunstpädagogik an der Fundação Armando Alvares Penteado (FAAP) in São Paulo, wo er in den bildenden Künsten von Julio Plaza, Nelson Leirner und Regina Silveira unterrichtet wurde. In Brasilien herrschte von 1964 bis 1985 eine repressive Militärdiktatur. Im Übergang zur Demokratie nahm Leonilson an mehreren viel beachteten Ausstellungen teil und wurde bald zu einem bekannten Vertreter der Geração 80, die in den 1980er Jahren in Brasilien nicht mehr konstruktiv, sondern subjektiv malte. Trotzdem wirken seine sparsam komponierten, ungerahmten Leinwände der Zeichnung näher als der Malerei. Auf Reisen durch Europa kam er Anfang der 1980er Jahre mit den künstlerischen Arbeiten von Eva Hesse und Blinky Palermo in Kontakt. Sein frühes Werk war vor allem von der italienischen Transavanguardia-Bewegung beeinflusst, die sich der Figuration, der antiken Mythologie und einer expressiven Farbigkeit zuwandte. Leonilsons Malereien und Zeichnungen aus dieser Zeit sind von einem „eklektizistischen Subjektivismus und der Verwendung einer emblematischen Bildsprache“ gekennzeichnet. Ein Besuch einer Ausstellung zu Textilarbeiten der Shakers, einer amerikanisch-christlichen Sekte, beeinflusste das Werk Leonilsons.
Leonilson erkrankte Anfang der 1990er Jahre an HIV. Sein schlechter werdender körperlicher Zustand wirkten sich auch auf seine Arbeiten in den Jahren 1991 bis 1993 aus. Es fiel ihm schwer, der Malerei nachzugehen, und so standen Stoffarbeiten im Mittelpunkt seiner Kunst.